# Reccared II
Reccared II (? - (16 april 621) was een buitengewoon korte periode koning van de Visigoten in Spanje.
Hij werd door zijn vader koning Sisebut aangewezen als opvolger na diens dood, maar was toen nog kind. Na een korte 'regeerperiode' werd de nieuwe koning vermoord. De omstandigheden waaronder zijn niet bekend, maar duidelijk is dat de Goten geen voorstanders waren van een koningschap dat via familiebanden werd ingevuld.
De opvolger van Reccared II werd dan ook gekozen door de adel. Dat was Swinthila die de Visigoten tien jaar zou leiden.
Alarik I ·
Athaulf ·
Sigerik ·
Wallia ·
Theoderik I ·
Thorismund ·
Theoderik II ·
Eurik ·
Alarik II ·
Gesalic ·
Amalarik ·
Theudis ·
Theudigisel ·
Agila I ·
Athanagild ·
Liuva I ·
Leovigild ·
Reccared I ·
Liuva II ·
Witterik ·
Gundemar ·
Sisebut ·
Reccared II ·
Suintila ·
Sisenand ·
Chintila ·
Tulga ·
Chindaswinth ·
Recceswinth ·
Wamba ·
Erwig ·
Ergica ·
Wittiza ·
Roderik ·
Achila II ·
Ardon